# Hacking at the End of the Universe
Hacking at the End of the Universe (HEU 1993) was een hackersconferentie en openluchtfestival bij Lelystad in augustus 1993, georganiseerd door het hackersmagazine Hack-Tic. Enkele honderden deelnemers streken neer op een kampeerterrein in de Flevopolder voor conferenties, workshops, uitwisseling van kennis en ook sociale contacten. HEU 1993 was de tweede in een vierjaarlijkse reeks van hackersfestivals in Nederland, die (voorlopig) eindigde met May Contain Hackers in juli 2022.

## Technologie
Net als de voorgaande editie was de naam van het evenement een parodie op een element uit de Hitchhiker's Guide to the Galaxy van Douglas Adams. Dit gebruik vond navolging bij "Milliways", een van de cateringgroepen tijdens diverse internationale hackerskampen. Tijdens het festival werd het voor de bezoekers duidelijk dat internet het medium van de toekomst was, terwijl de meeste Europeanen er nog nooit van gehoord hadden. Mede daardoor werd in Lelystad de basis gelegd voor internetprovider XS4ALL en werd er het idee voor De Digitale Stad geboren. De PTT leverde voor de gelegenheid 8 telefoonlijnen, waarmee het elektronisch contact met de rest van de wereld werd onderhouden. Tijdens de workshops kwamen noviteiten aan de orde als virtual reality, encryptie, mobiele en draadloze telefoons en wireless LAN.

## Juridisch
De Wet Computercriminaliteit van begin 1993 was onderwerp van gesprek tijdens een conferentie over juridisering van het verschijnsel hacken, waaraan onder meer deelnamen: Ronald O., de eerste hacker die op basis van deze wet was gearresteerd; een systeembeheerder aan de Vrije Universiteit, die bij deze arrestatie betrokken was; experts in computerbeveiliging en vertegenwoordigers van hackersgroepen. Een medewerker van de CRI had aangekondigd aan deze conferentie en aan het festival deel te zullen nemen, maar zijn werkgever stak daar later een stokje voor. Tijdens latere edities van het festival zou de Nederlandse politie gewoon aanwezig zijn.